# Anna Zozulia
Anna Zozulia (nascuda el 10 de març de 1980) és una jugadora d'escacs ucraïnesa, que té el títol de Gran Mestre Femení des de 2001 i de Mestre Internacional des de 2004, i que des de 2007 juga sota bandera belga. Estigué casada amb Vadim Malakhatko, Gran Mestre d'escacs també ucraïnès-belga.

## Carrera
Zozulia va guanyar el Campionat del món juvenil sub-16 femení el 1996. El 2011 es proclamà campiona femenina de Bèlgica.